# Heinz Kaulmann
Heinz Kaulmann (28. září 1934 – 17. července 2020 Berlín) byl východoněmecký fotbalista.

## Hráčská kariéra
Začínal v klubu Traktor Könnern, odkud se přesunul do Chemie Rüdersdorf. V roce 1955 přestoupil do ZSK Vorwärts Berlín, v jehož dresu se stal v sezoně 1957 nejlepším střelcem nejvyšší východoněmecké soutěže (15 branek). V ročníku 1961/62 hrál za TSC Union Oberschönweide a poté za TSC Berlín. Oba tyto kluby byly předchůdci 1. FC Union Berlín, v němž po sezoně 1965/66 uzavřel kariéru.

### Ligová bilance
| Ročník                       | Zápasy | Góly | Klub                 |
| ---------------------------- | ------ | ---- | -------------------- |
| I. liga 1955                 | 2      | 1    | ZSK Vorwärts Berlín  |
| I. liga 1956                 | 9      | 2    | ZASK Vorwärts Berlín |
| I. liga 1957                 | 21     | 15   | ASK Vorwärts Berlín  |
| I. liga 1958                 | 10     | 2    | ASK Vorwärts Berlín  |
| I. liga 1959                 | 9      | 3    | ASK Vorwärts Berlín  |
| I. liga 1960                 | 8      | 4    | ASK Vorwärts Berlín  |
| II. liga 1962/63 – sk. sever | 26     | 13   | TSC Berlín           |
| II. liga 1963/64 – sk. sever | 25     | 17   | TSC Berlín           |
| II. liga 1964/65 – sk. sever | 24     | 6    | TSC Berlín           |
| II. liga 1965/66 – sk. sever | 23     | 15   | 1. FC Union Berlín   |
| CELKEM I. LIGA               | 59     | 27   |                      |
| CELKEM II. LIGA              | 101    | 51   |                      |